# Robert C. Mathis

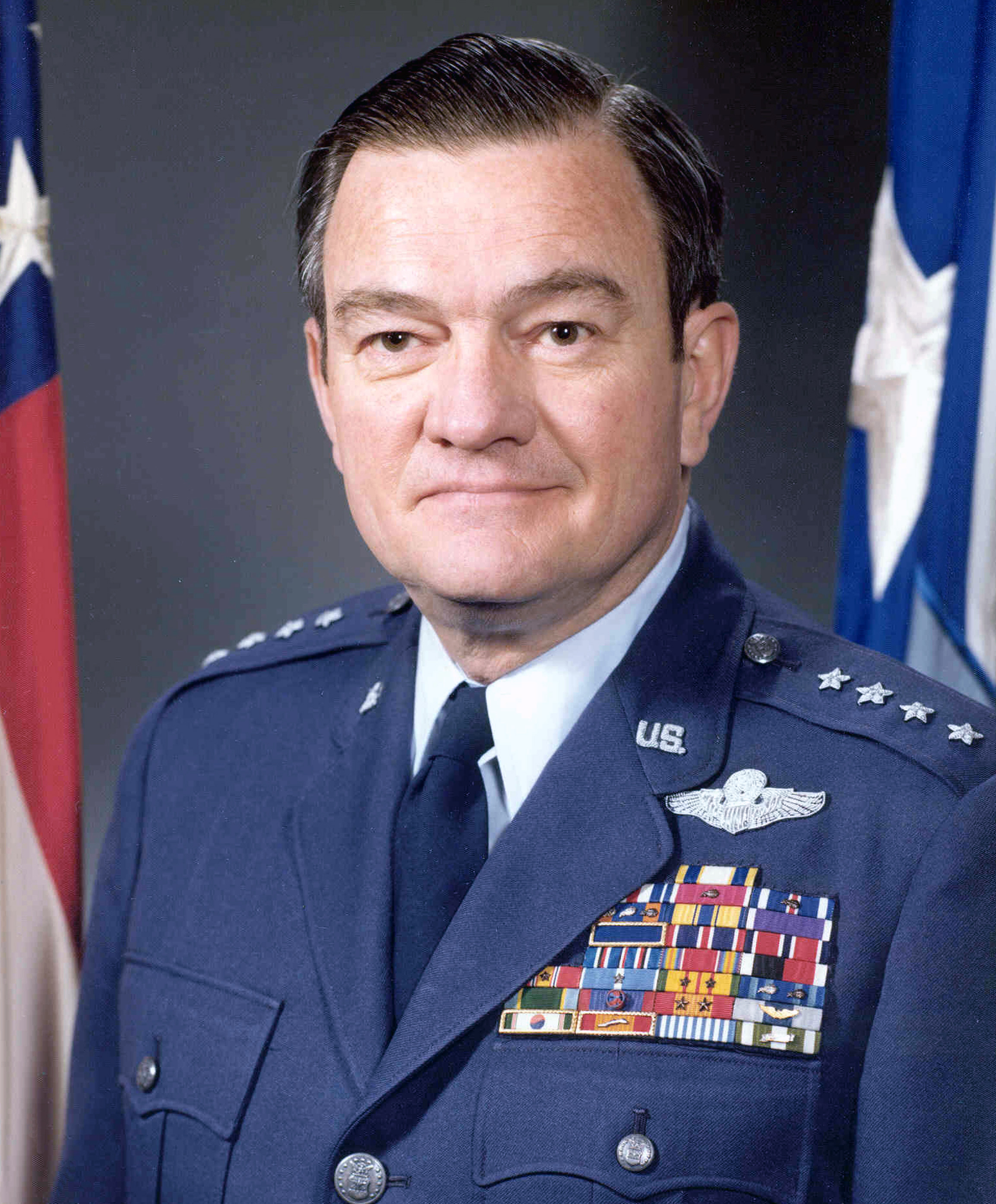
Robert C. Mathis

Robert Couth Mathis  (* 3. Juli 1927 in Eagle Pass, Maverick County, Texas; † 27. April 2016 in Billings, Yellowstone County, Montana) war ein General der United States Air Force. Er war unter anderem Vice Chief of Staff of the Air Force.
Er war ein Sohn von Harry Poynther Mathis (1887–1962) und dessen Frau Marjorie Roberta Couth und besuchte die öffentlichen Schulen seiner Heimat.
In den Jahren 1944 bis 1948 durchlief er die United States Military Academy in West Point und trat dann der im Vorjahr als eigenständige Waffengattung neugegründeten United States Air Force bei. Dort durchlief er anschließend alle Offiziersränge vom Leutnant bis zum Vier-Sterne-General.
Im Lauf seiner militärischen Karriere absolvierte er verschiedene Kurse und Schulungen. Dazu gehörten unter anderem eine Ausbildung zum Kampfpiloten und weitere Fortbildungskurse als Pilot neuer Flugzeugtypen sowie das Industrial College of the Armed Forces in Fort Lesley J. McNair in Washington, D.C. Außerdem erhielt er akademische Grade von der University of Illinois und der University of Texas.
Mathis nahm als Kampfpilot am Koreakrieg teil. Danach setzte er seine Offizierslaufbahn in den Vereinigten Staaten an verschiedenen Standorten fort. Er war drei Jahre lang als Lehrer an der United States Naval Academy in Annapolis in Maryland tätig. An der University of Texas wurde er zum Elektroniker (Electrical Engineering) ausgebildet. Nach seinem Studium am Industrial College of the Armed Forces wurde er im August 1967 nach Südostasien versetzt, wo er am Vietnamkrieg teilnahm. Zunächst war er dort Militärberater für die südvietnamesischen Streitkräfte. Zwischen Oktober 1967 und November 1968 war er dort auch als Kampfpilot eingesetzt, wobei er über 200 Einsätze flog.
Nach seiner Rückkehr in die Vereinigten Staaten wurde Mathis zunächst zum Stab des Verteidigungsministeriums versetzt. Im August 1969 erhielt er das Kommando über das Air Development Center auf der Griffiss Air Force Base bei Rome im Bundesstaat New York. Im Januar 1971 wurde er zum Stab der Aeronautical Systems Division auf der Wright-Patterson Air Force Base in Ohio versetzt. Mitte der 1970er Jahre war er auf der Andrews Air Force Base in Maryland Stabsoffizier beim damaligen Air Force Systems Command. Dort stieg er bis zum stellvertretenden Kommandeur dieser Einheit auf.
Seine nächste Mission führte Robert Mathis auf die Langley Air Force Base in Virginia. Zwischen März 1979 und März 1980 war er dort stellvertretender Kommandeur des Tactical Air Commands. Am 1. März 1980 wurde er als Nachfolger von James A. Hill neuer Vice Chief of Staff of the Air Force. Dieses Amt bekleidete er bis zum 31. Mai 1982, als er von Jerome F. O’Malley abgelöst wurde. Anschließend schied er aus dem aktiven Militärdienst aus.
Robert Mathis verbrachte seinen Lebensabend in Montana. Dort gründete er einige caritative Einrichtungen. Der mit Greta Gay Mathis (1929–2011) verheiratete Offizier starb am 27. April 2016 in Billings in Montana und wurde auf dem Sunset Hills Cemetery in Bozeman (Montana) beigesetzt.

## Orden und Auszeichnungen
Robert Mathis erhielt im Lauf seiner militärischen Laufbahn unter anderem folgende Auszeichnungen:
- Defense Distinguished Service Medal
- Air Force Distinguished Service Medal
- Silver Star
- Legion of Merit
- Distinguished Flying Cross
- Purple Heart
- Air Medal
- Air Force Commendation Medal
- Presidential Unit Citation
- Air Force Outstanding Unit Award
- Air Force Organizational Excellence Award
- American Campaign Medal
- National Defense Service Medal
- Korean Service Medal
- Vietnam Service Medal
- United Nations Service Medal Korea
- Gallantry Cross (Südvietnam)
- Vietnam Campaign Medal (Südvietnam)